# Aarno Karimo
Aarno Karimo, tidigare Hasselqvist, född 29 december 1886 i Parikkala, död 13 mars 1952 i Helsingfors, var en finsk författare, målare och major.
Karimos föräldrar var jordbrukaren Sanfrid Hasselqvist och Ida Matilda Forsblom i Alahovi gård vid Argusjärvi i Parikkala; och hans hustru var Aino Lindqvist.
Han studerade konst 1905–06 under ledning av Akseli Gallen-Kallela. Senare studerade han två år i S:t Petersburg och debuterade i Helsingfors 1907.
Karimo var grundare av skyddskårernas veckotidning Hakkapeliitta och dess förste redaktör mellan 1926 och 1944. Vid sidan av sina militära och redaktionella uppdrag ritade han regelbundet tidskriftens krigiska pärmbild, som med eftertryck gav skepnad åt uppfattningen om Finlands folk som Västerlandets utpost i öst. 
Han gav vingar åt sina visioner också i sitt skönlitterära författarskap. Hans mest uppmärksammade och mest sålda arbete var Kumpujen yöstä (4 bd, 1929–32, 2. uppl. 3 bd, 1958–59), i vilket han i text och bild skildrade Finlands historia från hedenhös till 1918. Allt var predestinerat, den uppnådda självständigheten var inget annat än en historisk nödvändighet. De illvilliga svenskarna och ryssarna hade omedvetet väckt folket ur dess nationella dvala och eggat det att bli ett av Europas ledande krigarfolk. I framtidsromanen Kohtalon kolmas hetki (1926) beskriver författaren ett framtida krig mot arvfienden Ryssland med den moderna science fiction-litteraturens alla effekter. 